# Yogamaya
Yogamaya ( sanskrit : योगमाया), également vénérée sous les noms de Vindhyavasini, Mahamaya et Ekanamsha, est une déesse hindoue.
Dans la tradition Vaishnava, elle reçoit l'épithète Narayani,, et sert de personnification des pouvoirs d'illusion de Vishnu. La divinité est considérée comme l'aspect bienveillant de la déesse Durga dans le Bhagavata Purana. Elle est considérée par les Shaktas comme une forme d'Adi Shakti. Dans la littérature hindoue, elle est née dans une famille Yadava, en tant que fille de Nanda et de Yashoda.

## Étymologie
Yogamaya fait référence à « la puissance interne de Bhagavan, qui organise et améliore toutes ses vies antérieures » dans la Bhagavad Gita. La déesse Vindhyavasini tire son nom de la chaîne Vindhya, signifiant littéralement « celle qui réside à Vindhya ».

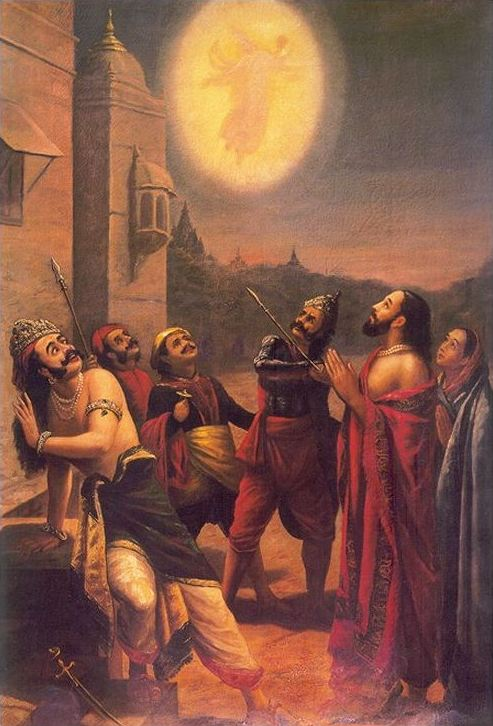
Peinture du XIXe siècle représentant Yogamaya (ci-dessus) émettant un avertissement à Kamsa. Raja Ravi Varma.

## Légende
Au moment de la naissance de Krishna - huitième enfant de Devaki et Vasudeva - Yogamaya était née en même temps dans la maison de Nanda et Yashoda, selon les plans de Vishnu.
Vasudeva a remplacé Krishna par la fille de Yashoda. Lorsque Kamsa a essayé de tuer cet enfant, croyant qu'elle était sa meurtrière prophétisée, elle a échappé à l'emprise de Kamsa et s'est transformée en sa forme de Durga. Elle informa le tyran que son assassin était déjà né ailleurs et avait par la suite disparu de Mathura.

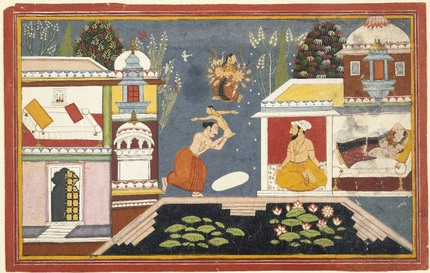
La déesse Yogamaya apparaît alors que Kamsa veut tuer l'enfant de Yashoda

Par la suite, la tradition locale pense qu'elle a choisi de résider dans les montagnes Vindhyachala, où se trouve actuellement son temple.

## Shaktisme
Les auteurs Constance Jones et James D. Ryan estiment que Vindhyavasini est mentionné dans le Devi Mahatmya, un texte important qui présente diverses incarnations ou formes de la déesse suprême du shaktisme ( Mahadevi ). Elle est également mentionnée dans un texte local du début du XIXe siècle intitulé Vindhya Mahatmya. Dans les deux cas, elle est considérée comme la Réalité Ultime dans sa totalité. Elle est également assimilée à Parvati, conçue comme « divinité ultime ». 

## Vaishnavisme
Yogamaya est considérée comme l'incarnation de la puissance interne ou externe de Vishnu, ou de son avatar de Krishna, dans le Vaishnavisme. La déesse, également appelée Vaishnavi Mahamaya, assume un certain nombre de manifestations comme Durga, Ambika, Kshemada et Bhadrakali, selon le Vishnu Purana.
Dans le Bhagavata Purana, l'asura Hiranyaksha se moque de Varaha et fait référence au Yogamaya de Vishnu :
Selon un poème littéraire du XVIIe siècle appelé Mukundavilasa, lorsque Bhudevi et Brahma demandent à Vishnu d'intervenir dans les affaires terrestres en raison de l'oppression de Kamsa et Shishupala, il recrute un certain nombre de divinités pour l'assister dans son avatar Krishna : Lakshmi doit naître. en tant que Rukmini, Bhudevi doit se manifester en tant que Satyabhama, Shesha doit s'incarner en Balarama et Yogamaya est chargée de naître en tant que fille de Yashoda.
Dans les récits de Krishna, la divinité utilise le phénomène Yogamaya pour passer du temps avec les vachers de Gokulam, les gopis. Au cours de son alliance bienheureuse avec les gopis, c'est Yogamaya qui crée des sosies spirituels de chaque gopi dans leurs maisons afin qu'elles puissent également agir comme des épouses chastes envers leurs maris, tout en s'attardant sur la divinité.
Dans la Bhagavad Gita, quand Arjuna se demande pourquoi les passe-temps et la véritable forme de Krishna ne sont pas visibles aux mortels, il répond en déclarant que ses manifestations ne sont pas visibles par tous les hommes et qu'il est voilé par sa puissance illusoire.
Lorsque l'asura Jalandhara mène une guerre contre Shiva pour enlever Parvati, Vishnu utilise Yogamaya comme forme illusoire pour briser la chasteté de l'épouse de l'asura, Vrinda. Cela permet à Shiva de l'emporter dans sa guerre.
En raison du service de Yogamaya envers Vishnu, la divinité lui offre l'occasion d'Ekadashi (le onzième jour de chaque mois) pour qu'il soit un jour de vénération en son honneur.

## Temples

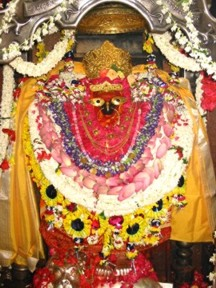
Sanctuaire de Vindhyavasini, près de Mirzapur

Le temple de Yogamaya est situé à Vindhyachal, à 8 km de Mirzapur, sur les rives du Gange, dans l'Uttar Pradesh. Un autre sanctuaire est situé à Bandla, dans l'Himachal Pradesh, également appelé temple Bandla Mata,,. Une foule immense visite le temple, en particulier pendant Navaratri pendant les mois hindous de Chaitra et Ashvin. Au mois de Jyeshtha, le concours Kajali a lieu ici,. Le temple est l’un des Shakti Peethas les plus vénérés de l’Inde. Le Vindhyavasini Devi est également connu sous le nom de Kajala devi. La déesse Kali est représentée sous la forme de Vindhyavasini Devi,.
Il y a un temple de Saraswati nommé Temple Ashtbhuja , 3 km plus loin sur une colline, et un temple de la déesse Kali dans une grotte, appelée temple Kali khoh. Les pèlerins préfèrent visiter ces trois temples, qui font partie du rite appelé Trilokan Parikrama,.
La déesse est connue sous le nom de Bijasani devi dans le centre de l'Inde, et le temple Bijasani Mata est présent à la frontière entre le Maharashtra et le Madhya Pradesh.